# Кузина, Ольга Владимировна
Ольга Владимировна Кузина (род. 18 августа 1973, Ленинград) — актриса театра и кино, заслуженная артистка России (2006).

## Биография
Ольга Владимировна Кузина родилась в Ленинграде 18 августа 1973 года. В 1996 году окончила режиссёрский факультет РАТИ (актёрская группа, мастерская Марка Захарова). Ещё студенткой второго курса вышла на сцену театра «Ленком», играла в спектакле «Безумный день, или Женитьба Фигаро» роль Фаншетты.
В 1996 году, по окончании РАТИ играла на сцене театра «Русский дом», где была занята в спектакле Владимира Коровина «Последняя женщина сеньора Хуана». Актриса также участвовала в проекте театральной компании Олега Меньшикова, где в спектакле «Горе от ума» исполняла роль Софьи.
С 2000 по 2022 годы — актриса Московского театра п/р Армена Джигарханяна. 
С 2022 года — актриса Театра сатиры.

## Признание и награды
- Заслуженная артистка России (2006)[2]

## Творчество

### Роли в театре
- 1994 — «Безумный день, или Женитьба Фигаро» Бомарше — Фаншетта («Ленком Марка Захарова», реж. Марк Захаров)
- 1996 — «Последняя женщина сеньора Хуана» Леонида Жуховицкого. Режиссёр: Владимир Коровин — Кончитта
- 1997 — «Горе от ума» — Софья (Театральное товарищество 814, реж. Олег Меньшиков)
- 1999 — «Дядя Ваня» А. П. Чехова — Елена Андреевна (Дебют-центр, реж. В. Ячменев)
- 2000 — «Сердце не камень» А. Островский — Вера Филипповна (театр п/р А. Джигарханяна, реж. А. Беркутов)
- «Безумный день, или Женитьба Фигаро» — Бормаше Сюзанна (театр п/р А. Джигарханяна, реж. Ю. Клепиков)
- 2001 — «Закрой глазки, расскажу тебе сказки» (по пьесе Л. Разумовской "Дорога домой театр п/р А. Джигарханяна, реж. Ю. Клепиков) — Танька
- 2001 -«День радио» (театр «Квартет И», реж. С. Петрейков) — Ольга Кузина
- 2001- «Театр-убийца» (Т. Стоппард по пьесе «Настоящий инспектор Хаунд», реж. С. Голомазов)- Фелисити
- 2002 — «Она в отсутствии любви и смерти» (Э. Радзинский, реж. Ю. Йоффе) — Она
- «Tine Alice, или крошка Алиса» (Э. Олби по пьесе «Крошка Алиса», реж. В. Ячменев) — Алиса
- 2003 — «Пороховая бочка» (Д. Дуковски, реж. К. Азарян) — Фанни
- 2004 — «Три сестры» А. П. Чехова. Режиссёры: Владимир Ячменев, Юрий Клепиков — Маша[4]
- 2004 — «Дон Жуан, или Каменный гость» (Ж. Мольер, реж. В. Ячменев)-Эльвира
- 2005 — «Торквато Тассо» (И. Гёте, Театральный проект Государственного музея А. С. Пушкина, реж. А. Беркутов) — Элеонора де Эсте
- 2005 -«Три цилиндра» (М. Миур, реж. С. Усман Аль-Баш) — Фанни
- 2006 -«День выборов» (театр «Квартет И», реж. С. Петрейков) — Ольга Кузина
- 2008 — «Молли» (Б. Фрил, реж. Ю Клепиков) — Молли
- 2009 — «Я — Чайка» Акопа Казанчяна по мотивам «Чайки» А. П. Чехова. Режиссёр: Акоп Казанчян — Аркадина[5][6]
- 2012 — «Пигмалион» (Б. Шоу, реж. Ю. Клепиков) -Элиза Дулиттл
- 2012 — «Свадьба» (Театральный проект Государственного музея А. С. Пушкина, по документам и произведениям А. С. Пушкина, реж. А. Беркутов)
- 2013 — «Васса» (М. Горький, реж. Ю. Клепиков) — Рашель
- 2013 -«Не телефонный разговор» (Э. Радзинский, реж. Д. Исаичев) — Ольга Сергеевна
- 2014 — «Детские сцены» (А. Андерсен, реж. Клепиков) — Рассказчик
- 2014 -« 12 месяцев» (С. Маршак, реж. Л. Крупина) — Старуха
- 2015 — «Чума на оба ваши дома» (Г. Горин, реж. С. Виноградов) — синьора Капулетти
- 2017 — «Свадьба Кречинского» (А. Сухово-Кобылин, реж. А. Крупник) — Анна Антоновна Атуева
- 2019 — «Василий Теркин» (А. Твардовский, реж. А. Крупник) — Смерть
- 2019 — «На всякого мудреца довольно простоты» (А. Островский, реж. С. Виноградов) — Турусина
- 2021 — «30-го мая» (Р. Овчинников, реж. С. Газаров) — Галина

### Сцены из спектаклей

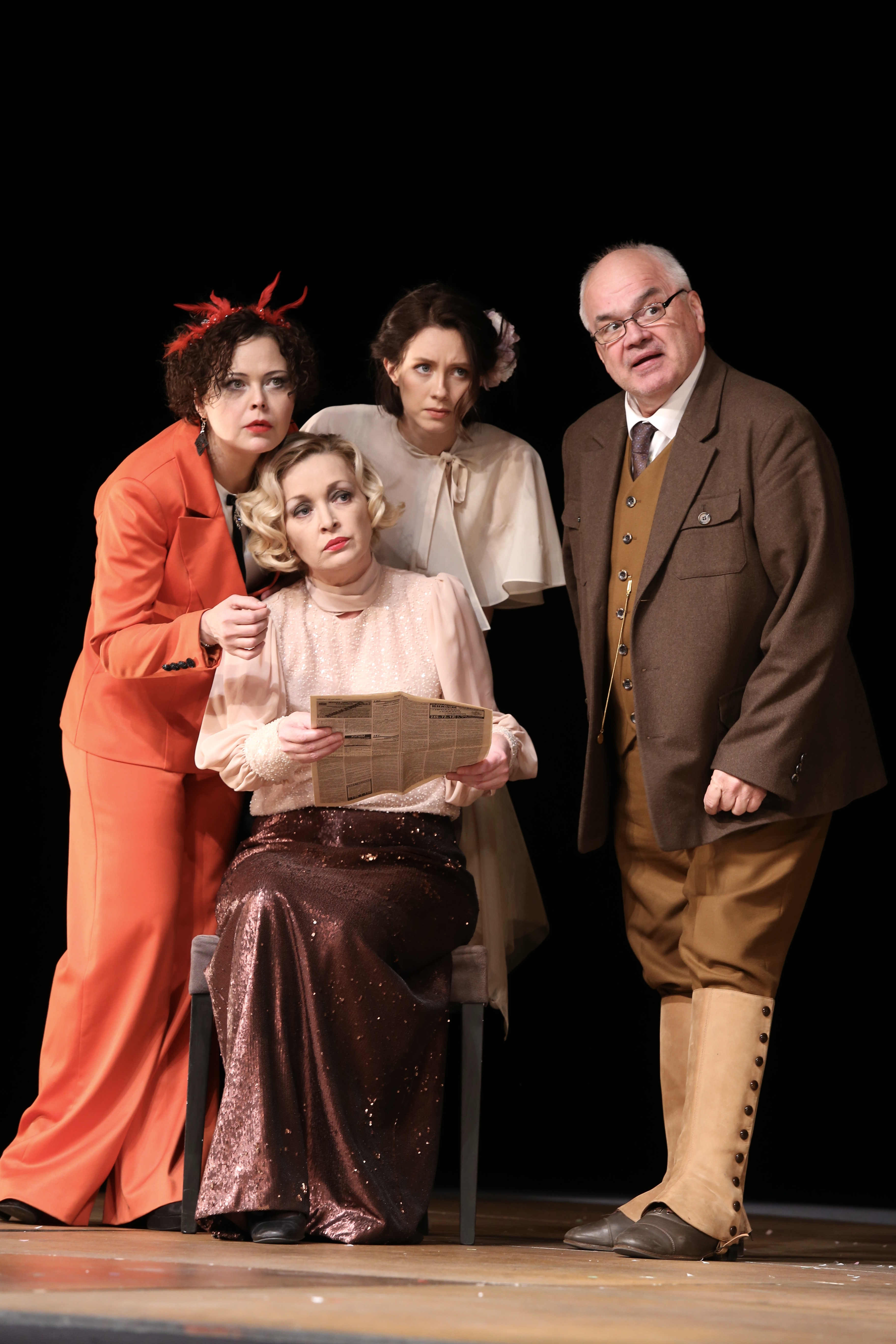
Сцена из спектакля "На всякого мудреца довольно простоты"
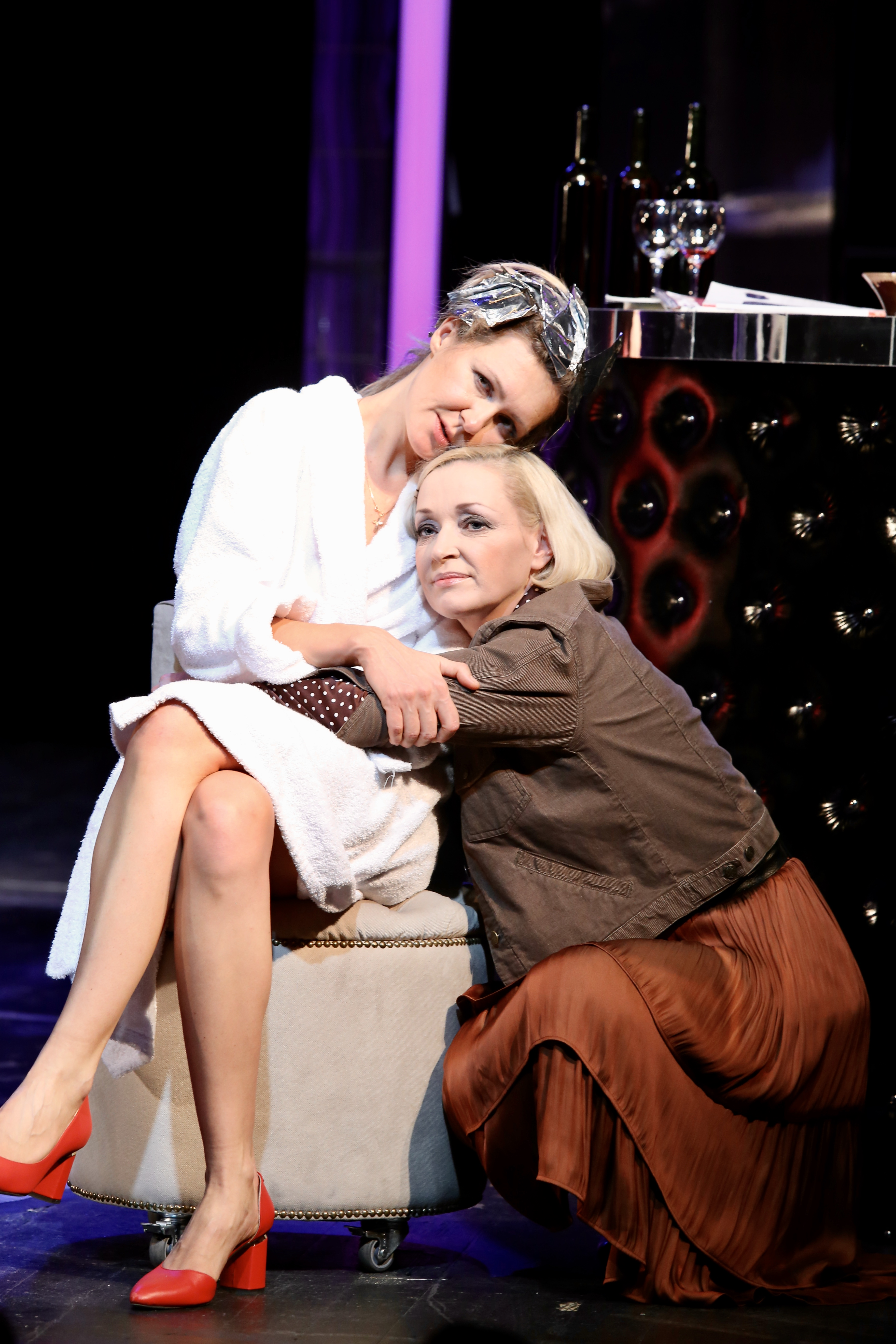
Спектакль "30-го мая"
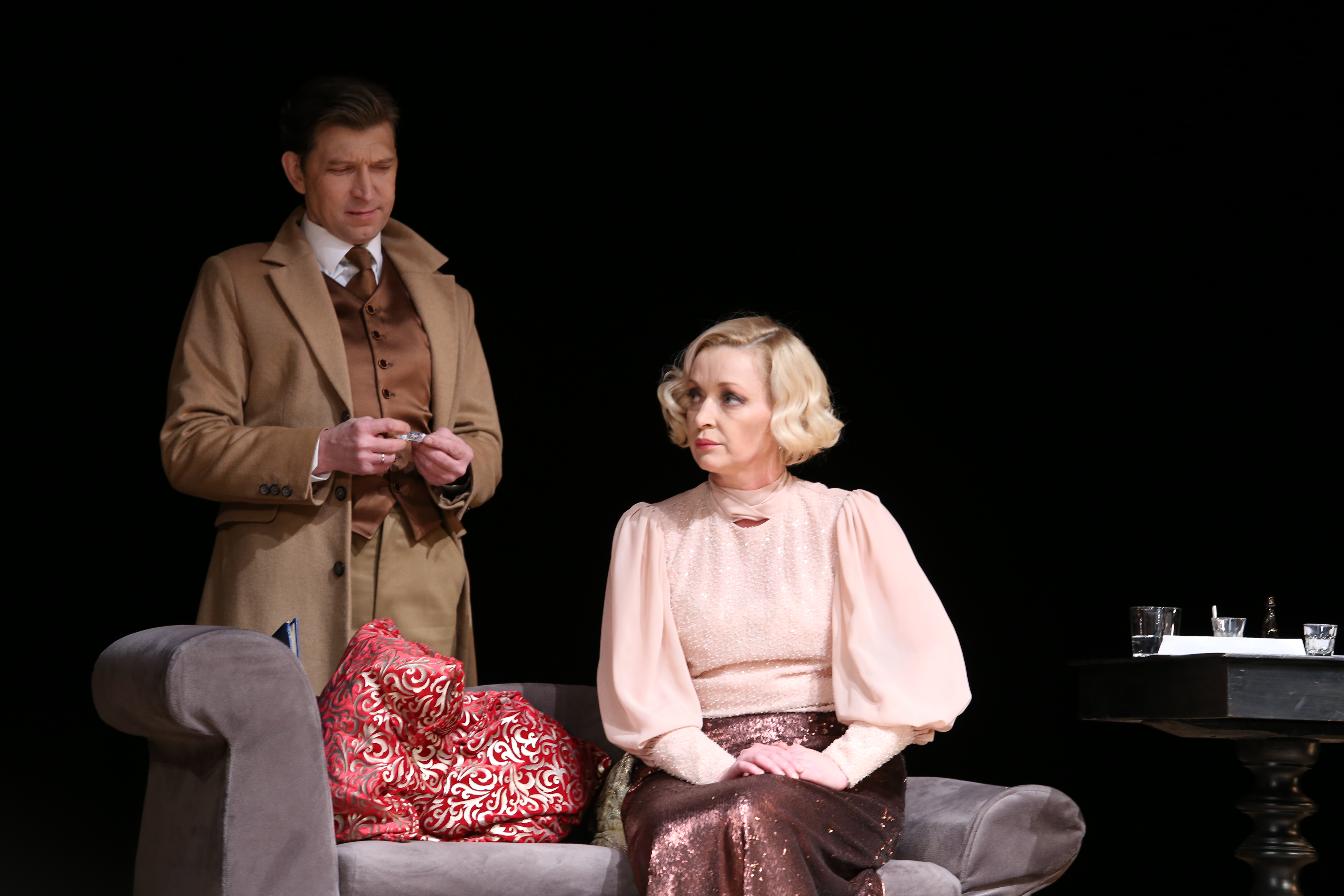
сцена из спектакля "На всякого мудреца довольно простоты"
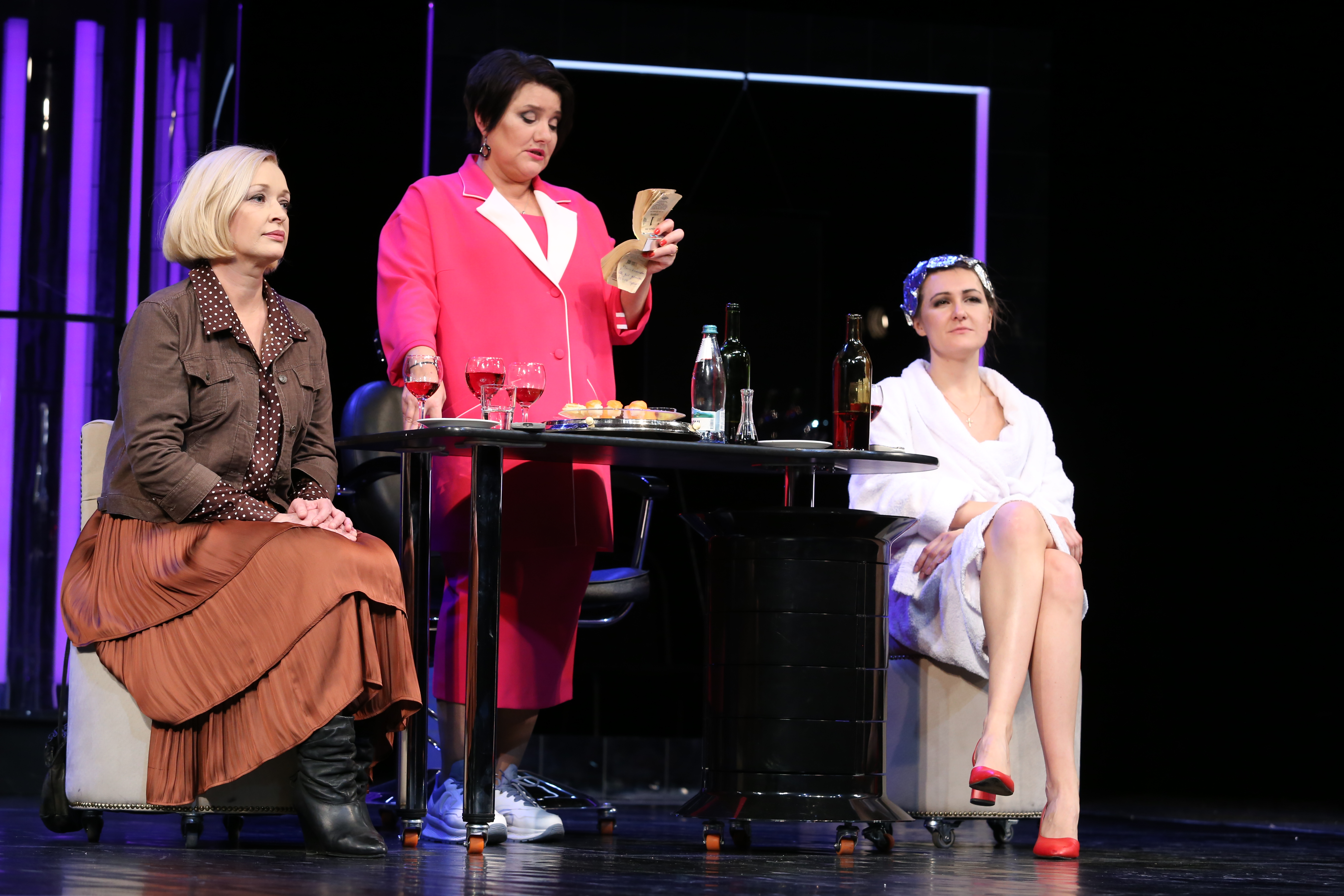
Ольга Кузина, Инга Оболдина, Ксения Худоба в спектакле "30-го мая" реж. Сергей Газаров
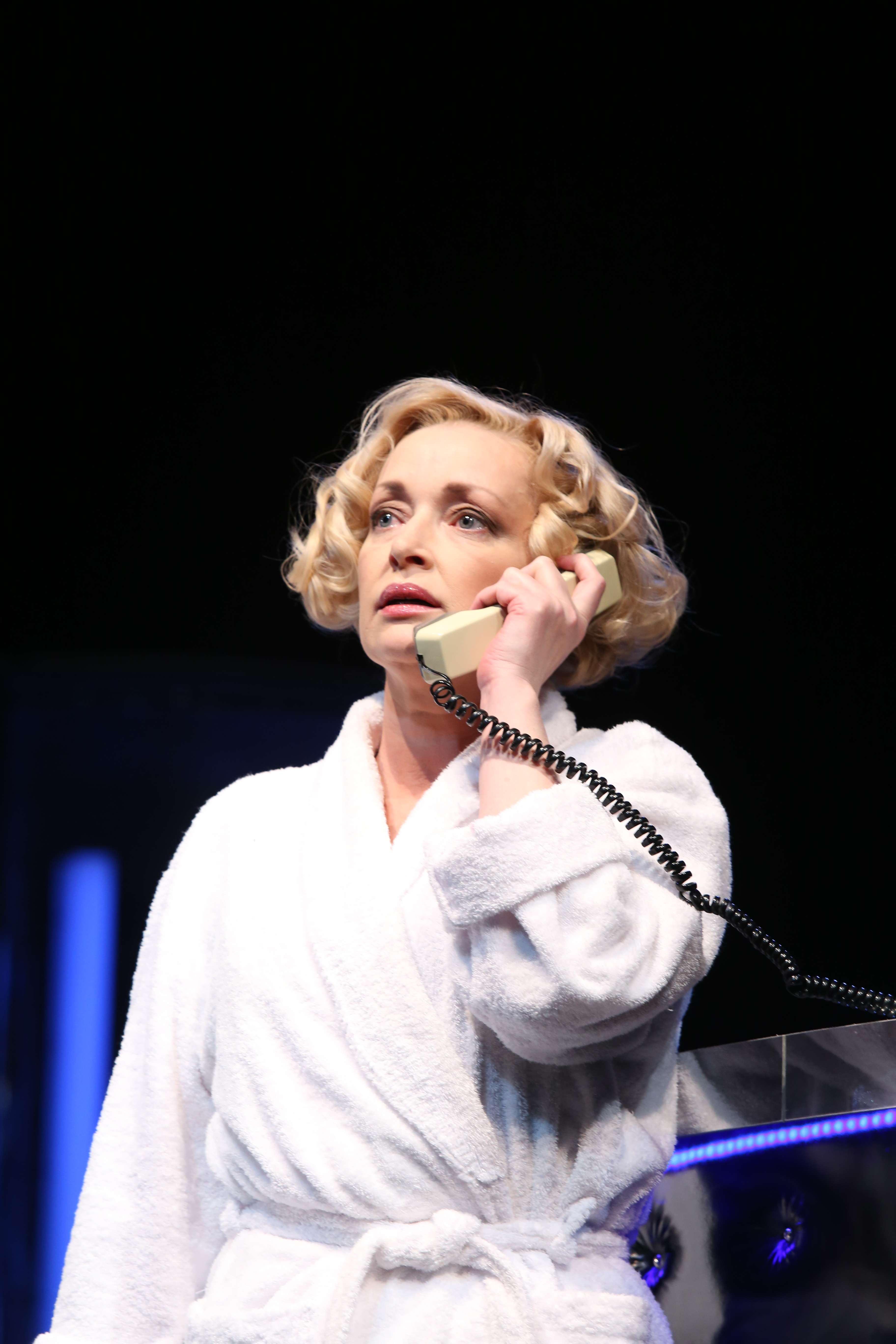
"30-го мая"
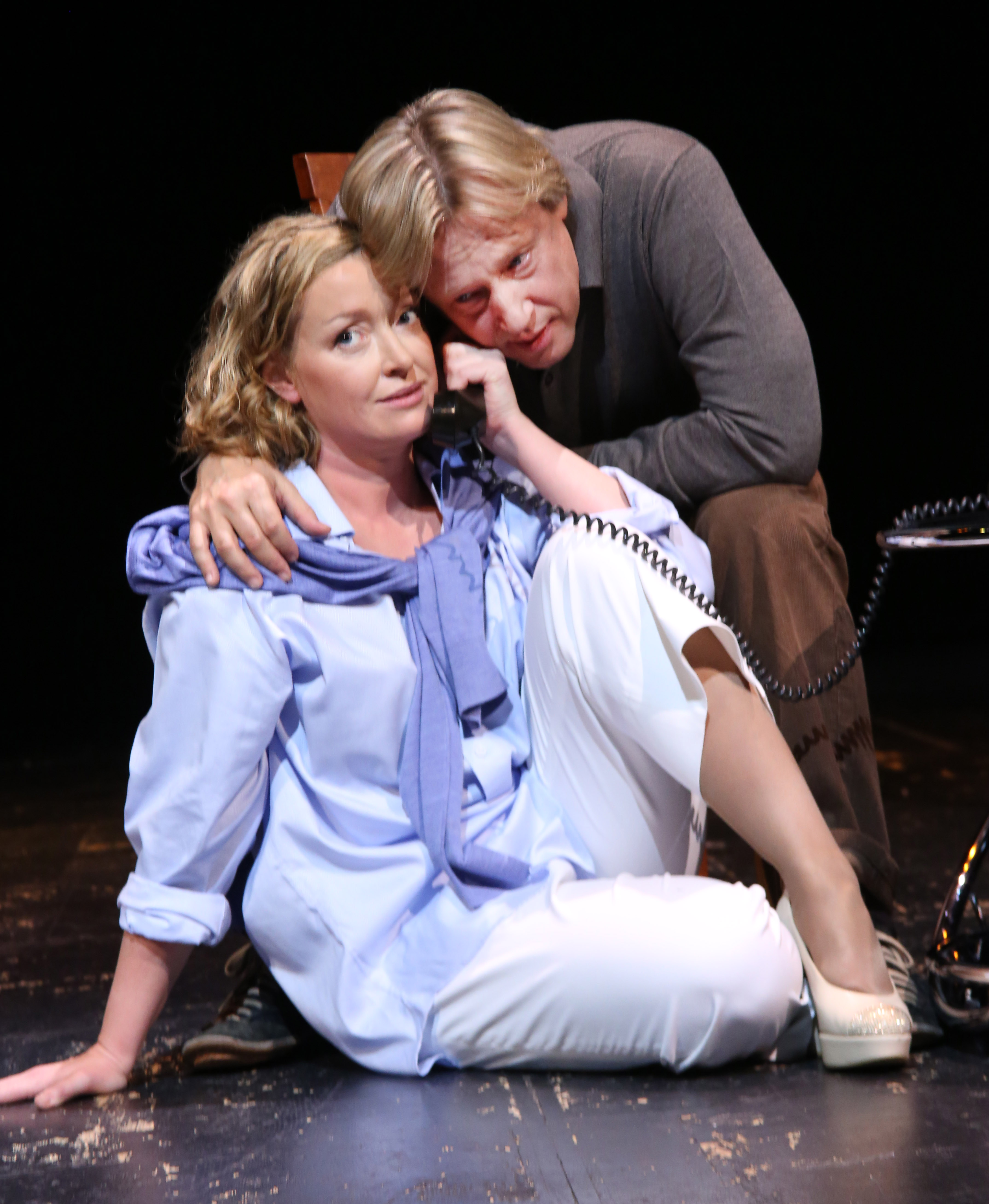
Сцена из спектакля "Не телефонный разговор"
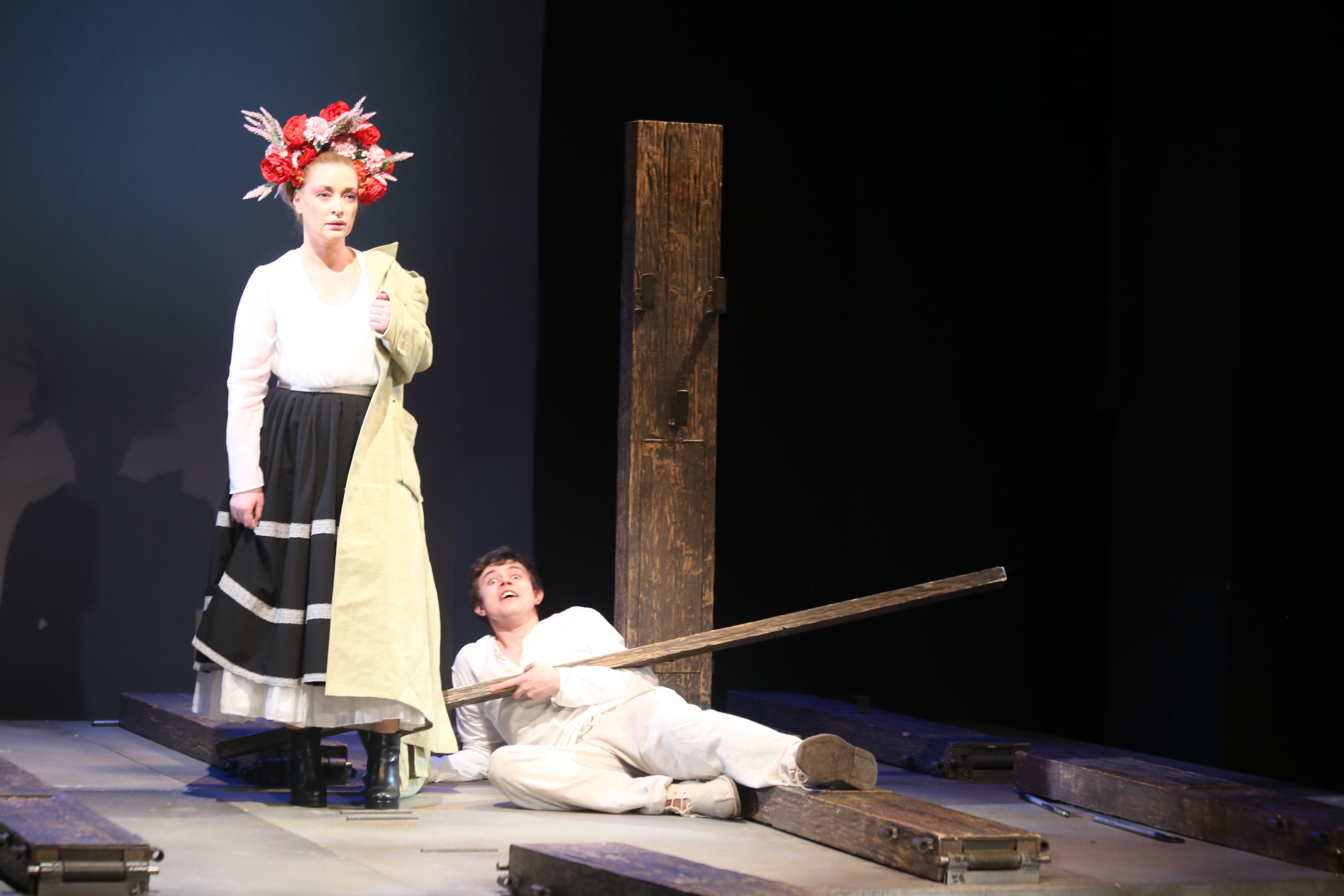
Сцена из спектакля "Василий Теркин"
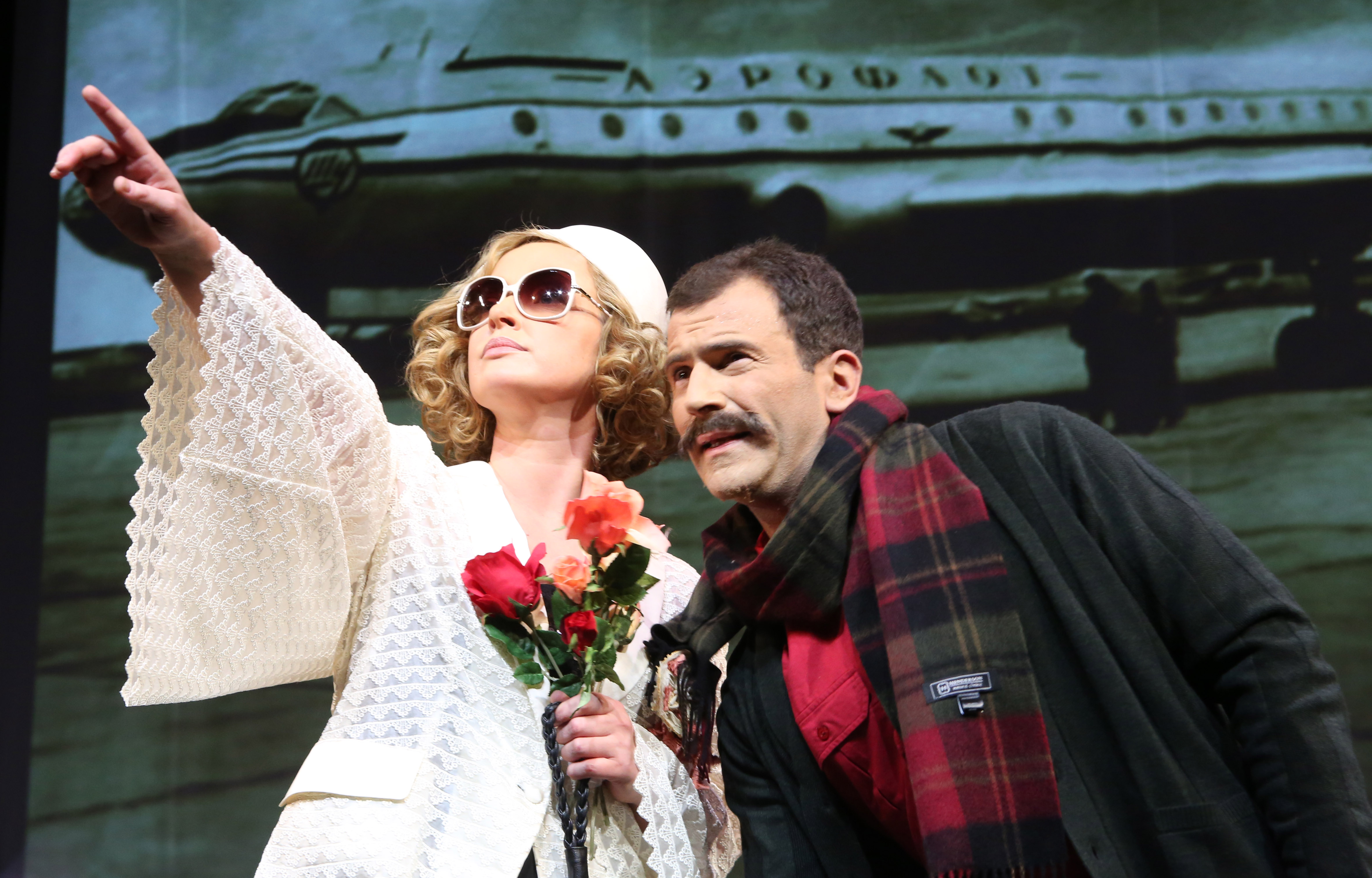
Сцена из спектакля "Не телефонный разговор"

### Фильмография
- 1999 — Простые истины — Виноградова Маргарита Валентиновна, учительница английского языка
- 2000 — Горе от ума — Софья Павловна
- 2006 — Сыщики 5 — Ковальчук (эпизод «Сахарная кривая»)
- 2008 — Фотограф — Волкова (эпизод «Скелет в шкафу»)
- 2009 — Маргоша — Ирина Пантелеева, подруга Каролины
- 2009 — Грязная работа — Инга Пименова, сестра Лары (эпизод «Дело писателя»)
- 2012 — Последняя сказка Риты — Рита
- 2013 — Мама-детектив (2-я серия) — Елена Андреевна
- 2014 — «Долгий путь домой» — Тамара Померанцева
- 2023 — Король и Шут — Надежда Князева